# ラビット・ホラー3D
『ラビット・ホラー3D』は、2011年の日本映画。DVDなどの2D版でのタイトルは『ラビット・ホラー』。
監督は清水崇、撮影監督はクリストファー・ドイル。パナソニックが開発した世界初の一体型二眼式3Dカメラ「AG-3DA1」を映画で初使用した。
第68回ヴェネツィア国際映画祭正式招待作品。オリゾンティ・ミッドナイトガラ部門に出品。

## ストーリー
死にかけたウサギを惨殺した幼い弟・大悟と声の出ない姉のキリコは異母姉弟。父は童話作家で「人魚姫」の 絵本作りに没頭している。ある日映画館でスクリーンから飛び出たぬいぐるみのウサギを手に入れた大悟は、夜な夜な巨大なウサギに連れられて、遊園地や廃病院をさまようという幻想に悩まされる。キリコと父も次第にその悪夢に巻き込まれていく。

## キャスト
- 今里キリコ：満島ひかり、田辺桃子（幼少期）
- 今里大悟：澁谷武尊
- 今里公平：香川照之
- 医者：大森南朋
- きょうこ（大悟の母）：緒川たまき

## スタッフ
- 監督 - 清水崇
- エグゼクティブプロデューサー - マイケル・J・ワーナー、内野エスター
- プロデューサー - 小椋悟、谷島正之
- アソシエイトプロデューサー - ミッシェル熊谷、谷澤伸幸
- 脚本 - 林壮太郎、保坂大輔、清水崇
- 撮影 - クリストファー・ドイル
- 美術監督 - 池谷仙克
- 編集 - 堀善介
- 音楽 - 川井憲次
- 音響監督 - 岩浪美和
- VFXスーパーバイザー - 鹿角剛司
- 撮影補 - 福本淳
- 照明 - 市川徳充
- 制作担当 - 三辺敬一
- 特殊造型監修 - 西村喜廣
- キャスティング - おおずさわこ
- 助監督 - 毛利安孝
- 野本史生3Dスーパーバイザー - 宇井忠幸
- 企画・制作プロダクション - 小椋事務所
- 共同プロダクション - フォルテシモ・フィルムズ
- プロダクション協力 - アグン・インク
- 製作 - 「ラビット・ホラー」製作委員会2011(バップ、電通、ファントム・フィルム、エピックレコードジャパン、小椋事務所)
- 配給・宣伝 - ファントム・フィルム
- 主題歌SCANDAL/BURN

## ソフト化
2012年2月22日にバップより発売。
- ラビット・ホラー（DVD1枚組）
  - 2D版本編を収録
  - 映像特典
    - 劇場予告編
    - フェイク予告編
- ラビット・ホラー3D（本編Blu-ray 3D+本編BD（2D版）+特典DVDの3枚組）
  - ディスク1：本編Blu-ray 3D（3D版本編を収録）
  - ディスク2：本編BD（2D版本編を収録）
  - ディスク3：特典DVD
    - メイキング・オブ・「ラビット・ホラー3D」
    - 完成披露試写会舞台挨拶
    - 劇場予告編
    - フェイク予告編
    - 超貴重蔵出しオフショット集